# Club Atlético Rentistas
El Club Atlético Rentistas és un club de futbol uruguaià de la ciutat de Montevideo.

## Història
Va ser fundat el 26 de març de 1933. L'any 1971 es convertí en el primer club del barri de Cerrito de la Victoria que assolí l'ascens a la primera divisió del país, on hi romangué fins a 1980. Posteriorment retornà a Primera les temporades 1989-1992, 1997-2001 i 2004-2007.
El 1998 inaugurà l'estadi Complejo Rentistas. Acabà segon al campionat de Clausura i es classificà per la Copa CONMEBOL del 1999.

## Palmarès
- Segona Divisió d'Uruguai: 
  - 1971, 1988, 1996, 2011

## Entrenadors destacats
- Geordy Sequeiros
- Manuel Keosseian
- Martín Lasarte (1998-1999)
- Carlos Manta (2005-2006)
- Álvaro Gutiérrez (2006-2007)
- Julio César Balerio (2006-2007, 2011)
- Edgardo Arias (2011-2012)
- Adolfo Barán (2012-)

## Jugadors destacats
- Martín Bonjour
- Filipe Luís
- Cristian Esnal
- Ricardo Jerez, Jr.
- Gustavo Sotelo
- Héctor Acuña
- Julio César Balerio
- Esteban Conde
- José Denis Conde
- Gustavo Fernández
- Matías Mier
- Santiago Ostolaza
- Paulo Pezzolano
- Oscar Quagliatta
- Gerardo Morales